# Jay Karnes

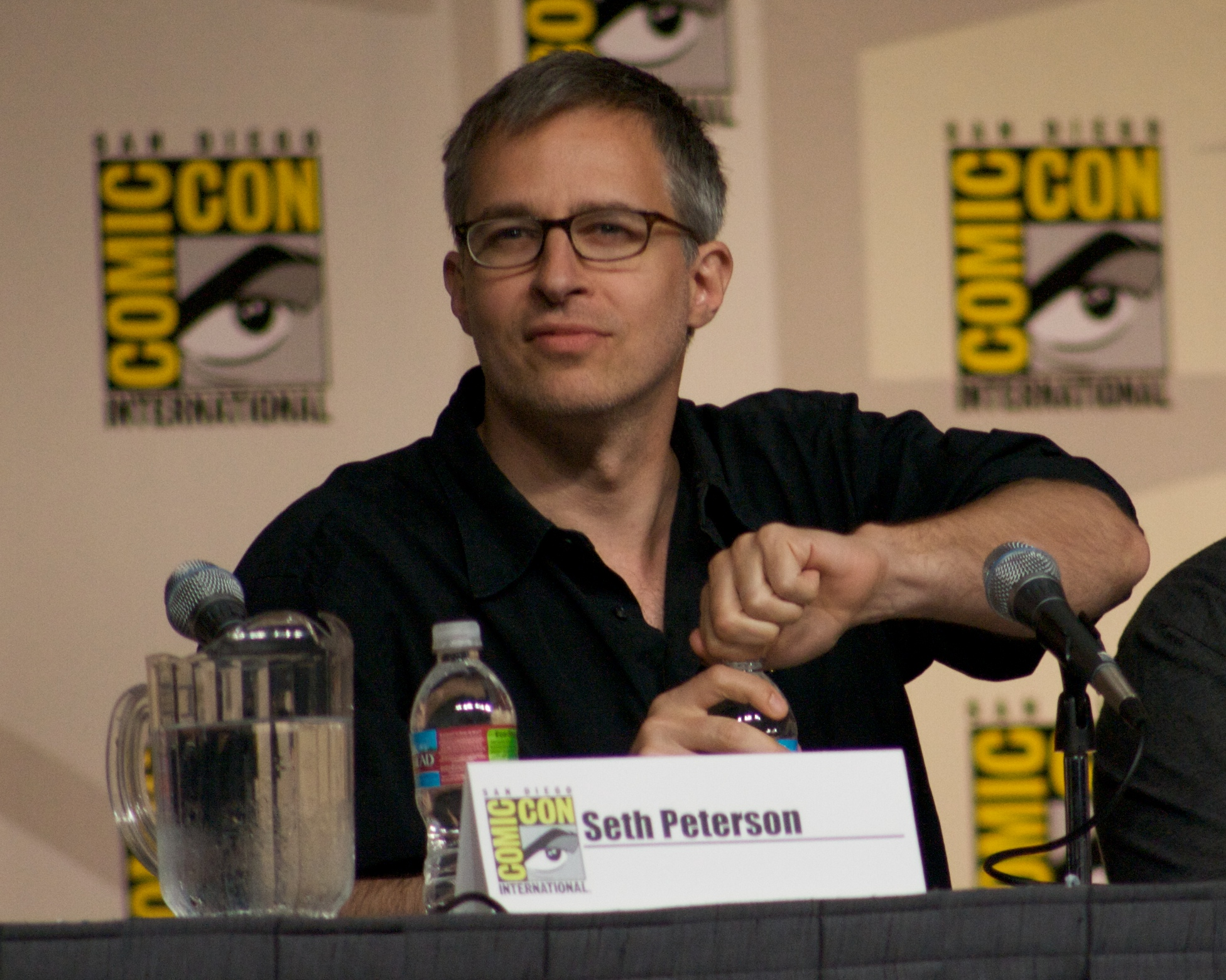
Jay Karnes auf der Comic Con (2009)

Jay Karnes (* 27. Juni 1963 in Omaha, Nebraska) ist ein US-amerikanischer Schauspieler.

## Leben und Wirken
Jay Karnes besuchte die staatliche University of Kansas in Lawrence. Dort studierte er Theater- und Politikwissenschaften als Hauptfächer. 1989 beendete er sein Studium und ging nach Los Angeles. Dort spielte er an kleinen Theatern. Eines der Theaterstücke, in denen er mitwirkte, wurde von seinem Mitbewohner Shawn Ryan, dem Erfinder und Produzenten der US-Fernsehserie The Shield – Gesetz der Gewalt, inszeniert.
Ab 1998 spielte Karnes erste Nebenrollen in US-amerikanischen Fernsehserien. Es folgten weitere Auftritte in Serien und gelegentlich auch in Kinofilmen. Schließlich wurde er von Shawn Ryan für die Fernsehserie The Shield engagiert, durch die er große Bekanntheit in seiner Rolle als beruflich erfolgreicher, aber häufig sozial inkompetent handelnder und sexuell frustrierter Detective Dutch Wagenbach erlangte. Nach dem Ende der Serie spielte Jay Karnes eine größere Nebenrolle in der US-Fernsehserie Sons of Anarchy von Kurt Sutter, einem der Hauptdrehbuchautoren von The Shield.
Karnes ist mit der Schauspielerin Julia Campbell verheiratet, mit der er zwei Kinder hat.

## Filmografie (Auswahl)
- 1998: Pretender (The Pretender), (Fernsehserie)
- 1998: Chicago Hope – Endstation Hoffnung (Chicago Hope, Fernsehserie)
- 1999: Star Trek: Raumschiff Voyager (Star Trek: Voyager, Fernsehserie)
- 1999: The Joyriders
- 1999–2005: Für alle Fälle Amy (Judging Amy, Fernsehserie, Mitwirkung in drei Folgen)
- 2000: Ein Freund zum Verlieben (The Next Best Thing)
- 2000: Ally McBeal (Fernsehserie)
- 2000: Nash Bridges (Fernsehserie)
- 2001: Frasier (Fernsehserie)
- 2002–2008: The Shield – Gesetz der Gewalt (The Shield, Fernsehserie, Mitwirkung in 88 Folgen)
- 2004: Cold Case – Kein Opfer ist je vergessen (Cold Case, Fernsehserie)
- 2005: Numbers – Die Logik des Verbrechens (NUMB3RS, Fernsehserie)
- 2007: The Shield (Computerspiel), (Stimme)
- 2008: Broken Angel (Melegin Sirlari)
- 2008: Chasing 3000
- 2008: CSI: Den Tätern auf der Spur (CSI: Crime Scene Investigation, Fernsehserie)
- 2008: Sons of Anarchy (Fernsehserie, Mitwirkung in sieben Folgen)
- 2009: Dr. House (House M.D., Fernsehserie)
- 2009: Burn Notice (Fernsehserie)
- 2010: V – Die Besucher (V, Fernsehserie)
- 2012: Criminal Minds (Fernsehserie)
- 2014: Gang Related (Fernsehserie, Mitwirkung in zehn Folgen)
- 2015–2018: 12 Monkeys (Fernsehserie, Mitwirkung in sechs Folgen)
- 2016: Before I Wake
- 2018: The Crossing (Fernsehserie)
- 2021: Magnum P.I. (Fernsehserie, Folge 3x06)
- 2022: Star Trek: Picard (Fernsehserie, Folge 2x08)
- 2024: Night Agent 2: (Fernsehserie)

## Trivia
- Während seiner Studienzeit an der University of Kansas freundete sich Karnes mit dem Mitstudenten David Rees Snell an, der wie er Ende der 1980er Jahre nach Los Angeles zog und ebenfalls eine Hauptrolle in der US-Fernsehserie The Shield spielte.
- Auch in der Episode For Gedda der US-Fernsehserie CSI: Den Tätern auf der Spur trat er 2008 als Detective Wagenbach aus The Shield auf.